# James Andrew Armstrong
James Andrew Armstrong ( n. 1950 ) es un botánico, curador del Herbario Perth y explorador australiano.

## Algunas publicaciones
- james andrew Armstrong. 1991. Studies on pollination and systematics in the Australian Rutaceae. Editor University of New South Wales

### Libros
- james andrew Armstrong. 2002a. Zieria (Rutaceae): a systematic and evolutionary study. Volumen 15, N.º 3 de Australian systematic botany. 463 pp.

- ---------------------------------------. 2002b. Recovery plan for Zieria lasiocaulis. Editor NSW National Parks & Wildlife Service, 16 pp. ISBN 0731368924

- ---------------------------------------. 2002c. A special issue on Zieria (Rutaceae). Volumen 15, N.º 3 de Australian systematic botany. Editor CSIRO Pub. 463 pp.

- ---------------------------------------, j.m. Powell. 1982. Pollination and evolution: based on the papers presented at the Symposium on Pollution Biology, held during the 13th International Botanical Congress at Sídney, August, 1981. Editor Royal Botanic Gardens, 108 pp. ISBN 0724070370

- La abreviatura «J.A.Armstr.» se emplea para indicar a James Andrew Armstrong como autoridad en la descripción y clasificación científica de los vegetales.[3]